# Flaki (potrawa)

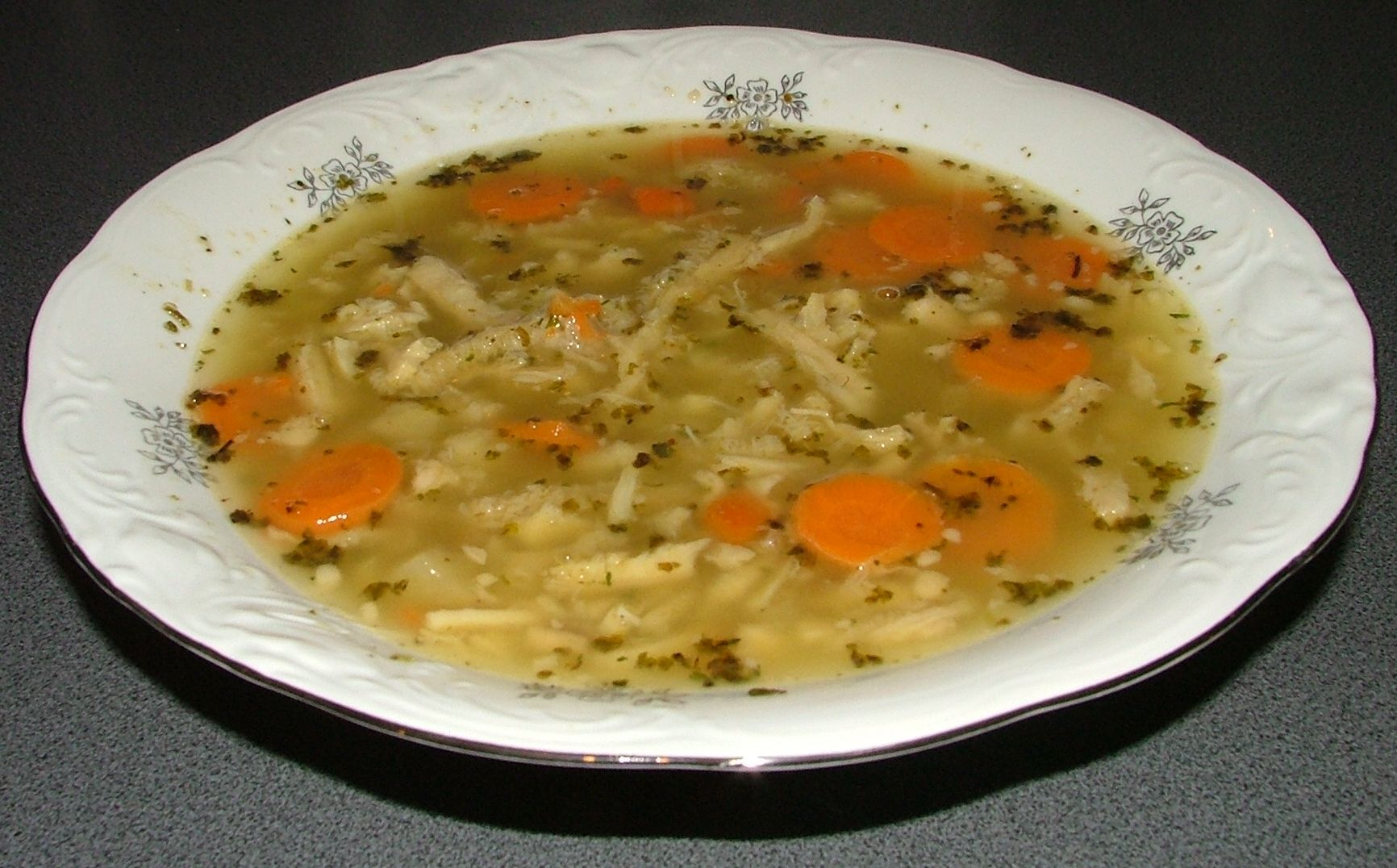
Flaki

Flaki (flaczki) – tradycyjna potrawa mięsna w formie gęstej zupy. Jej nazwa wywodzi się z jednego z głównych składników: oczyszczonych i pokrojonych w cienkie poprzeczne paski fragmentów żołądka wołowego. Dopuszczalne jest także użycie żołądków wieprzowych oraz jeleniowatych: jelenia, daniela, łosia.

## Historia

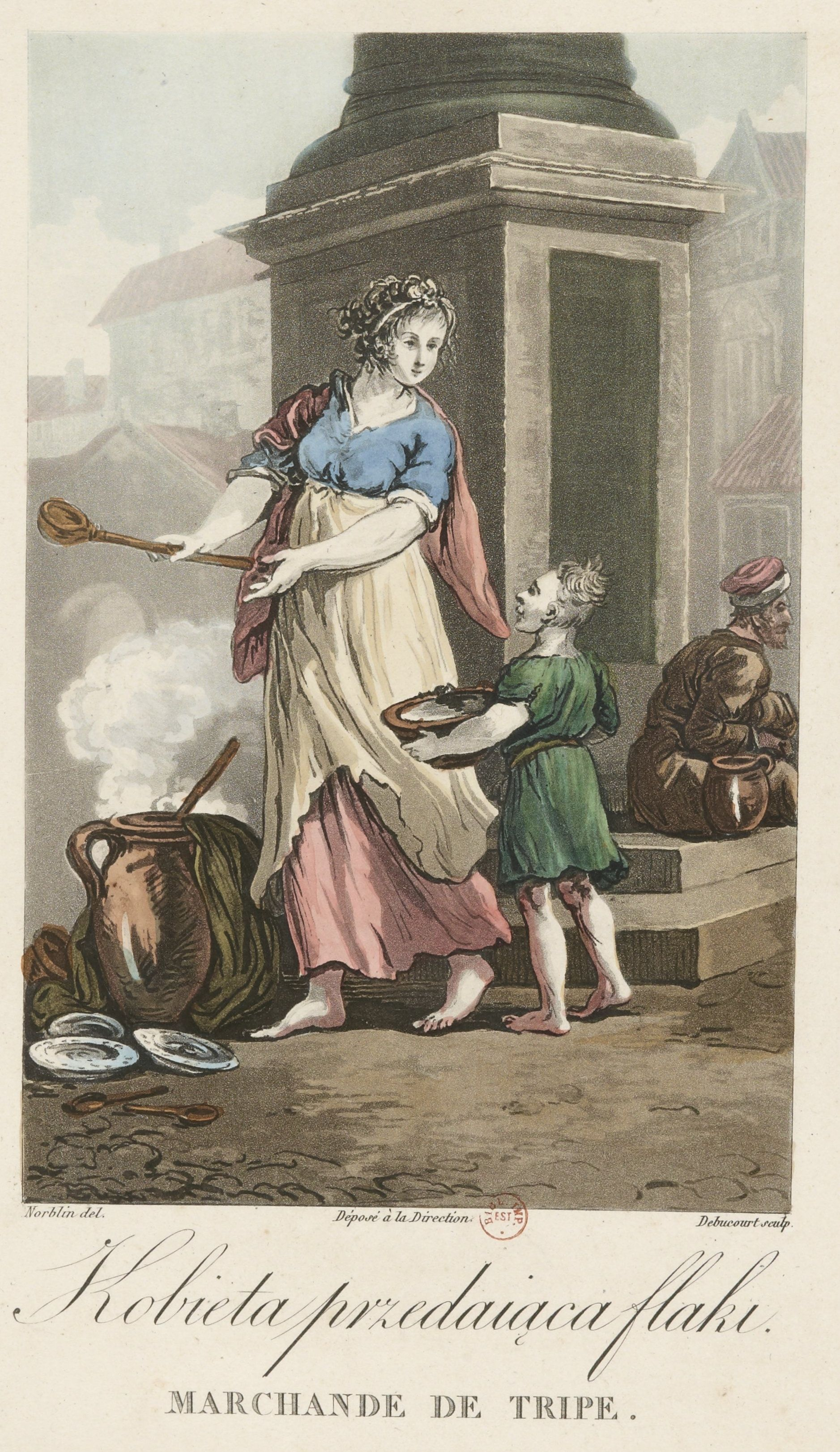
„Kobieta sprzedająca flaki” na XVIII-wiecznym rysunku Jana Norblina

Na ziemiach polskich potrawa ta była znana już w XIV wieku i należała do ulubionych potraw króla Władysława II Jagiełły. Flaki znane są również w kuchniach innych narodów (czeskiej, austriackiej, francuskiej, niemieckiej, włoskiej i kuchniach azjatyckich). Różnią się od polskich flaków sposobem doprawiania (np. dodatek octu winnego w Austrii) i podawania.

## Sposób przygotowania

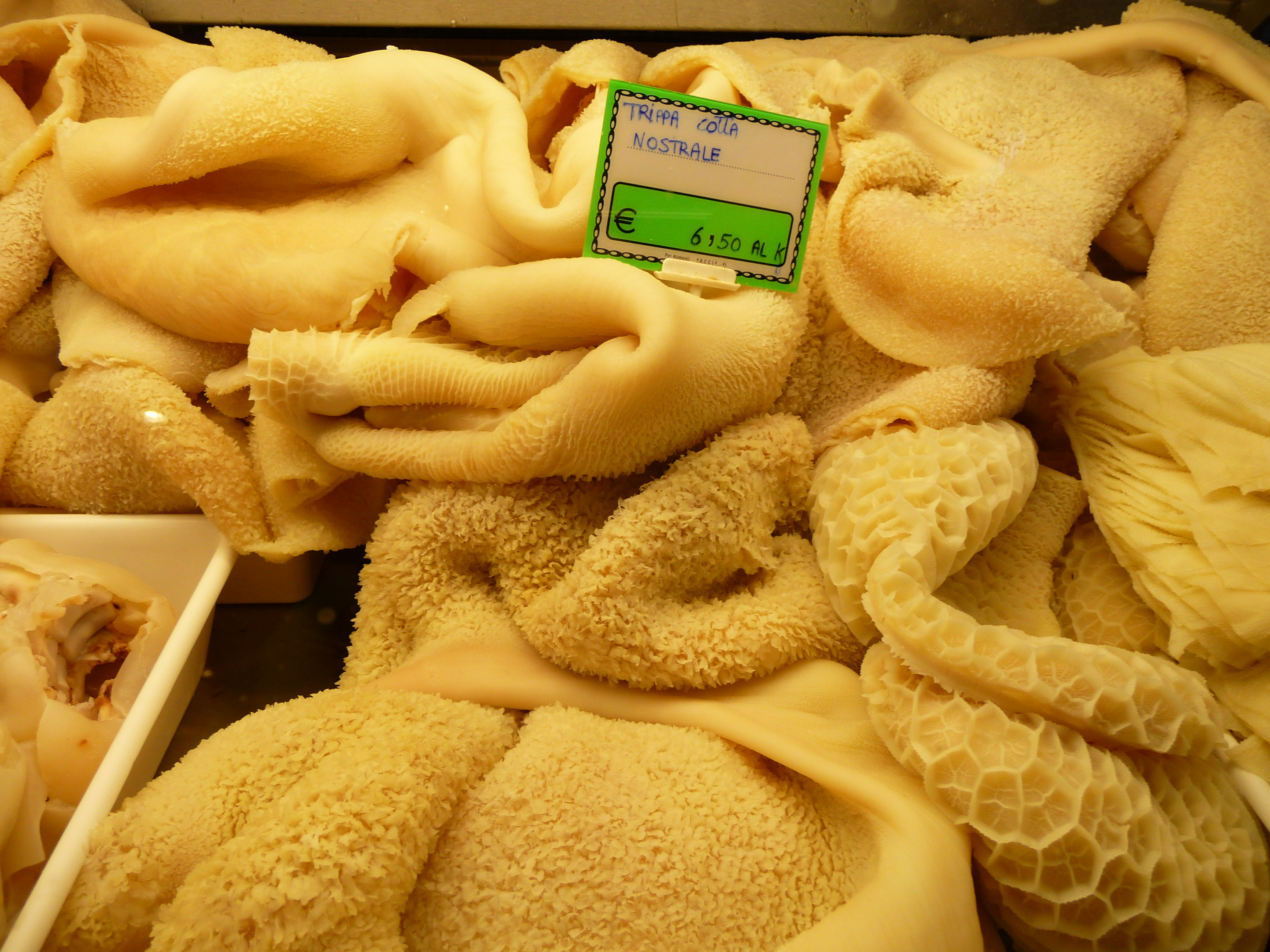
Flaki w postaci surowej

Na flaki można przeznaczyć wszystkie cztery części żołądka: księgi, żwacz, czepiec oraz trawieniec, przy czym uważa się, że największą wartość kulinarną mają trawieniec i żwacz. Surowe flaki są bogate w związki wapnia i zawierają ich nawet więcej niż mięso.
Flaki, po ich oczyszczeniu, obgotowaniu i pokrojeniu w cienkie paski, stanowią podstawowy wkład do zupy warzywnej z ew. dodatkiem wołowiny lub wędzonki. Ważne jest, aby zostały ugotowane w zupie do miękkości. Zupa zazwyczaj podawana jest na ostro (pieprz, gałka muszkatołowa, majeranek, imbir, mielona papryka).
Sposób przygotowania może różnić się nieco w zależności od regionu i upodobań kulinarnych. Niektórzy dodają do flaków odrobinę koncentratu pomidorowego, niektórzy gotują flaki bez zasmażki.
Dodatkiem uszlachetniającym potrawę, m.in. w wersji flaki po warszawsku, są pulpety z dodatkiem szpiku. W handlu w Polsce są także gotowe „Flaki zamojskie”, sprzedawane w puszkach i słoikach.

## Warianty
Czeska dršťková polévka jest równie popularna (także na Słowacji) co flaki w Polsce, a główną różnicą jest znaczna rola czerwonej mielonej papryki – co nadaje jej charakterystyczną czerwoną barwę, oraz kminku.
Szczególnie cenione w kuchni francuskiej są flaki z Caen, krojone w kwadraty, z dodatkiem cydru i kalwadosu.
W kuchni tureckiej flaki (tur. i̇şkembe çorbasi), doprawiane cytryną, octem i czosnkiem uważane są za jedną z potraw narodowych.
W Bułgarii znana jest шкембе чорба (bułg. szkembe czorba), która od tureckiego wariantu różni się przede wszystkim dodatkiem słodkiego mleka.
W Ameryce Łacińskiej popularna jest sopa de mondongo na bazie flaków i warzyw.
Znany jest również wariant flaków, w którym zamiast żołądków wołowych wykorzystuje się żołądki lub mięso drobiowe, a potrawę nazywa się flakami drobiowymi.
W Polsce znane są warianty flaków z mięsem wołowym, cielęcym oraz wieprzowym (pajszle).

## Przykładowe składniki
- 1 kg flaków wołowych
- 0,25 kg wołowiny
- jedna mała pietruszka (korzeń)
- jedna marchewka
- 1/2 małego selera
- 1 średnia cebula lub mały por
- przyprawy do smaku (liść laurowy, pieprz, sól, gałka muszkatołowa, słodka mielona papryka, majeranek, mielony imbir)
- łyżka masła (do smażenia zasmażki)
- łyżka mąki